# Antichiroides arnaudi
Antichiroides arnaudi är en skalbaggsart som beskrevs av Soula 2002. Antichiroides arnaudi ingår i släktet Antichiroides och familjen Rutelidae. Inga underarter finns listade i Catalogue of Life.